# Mary Kills People

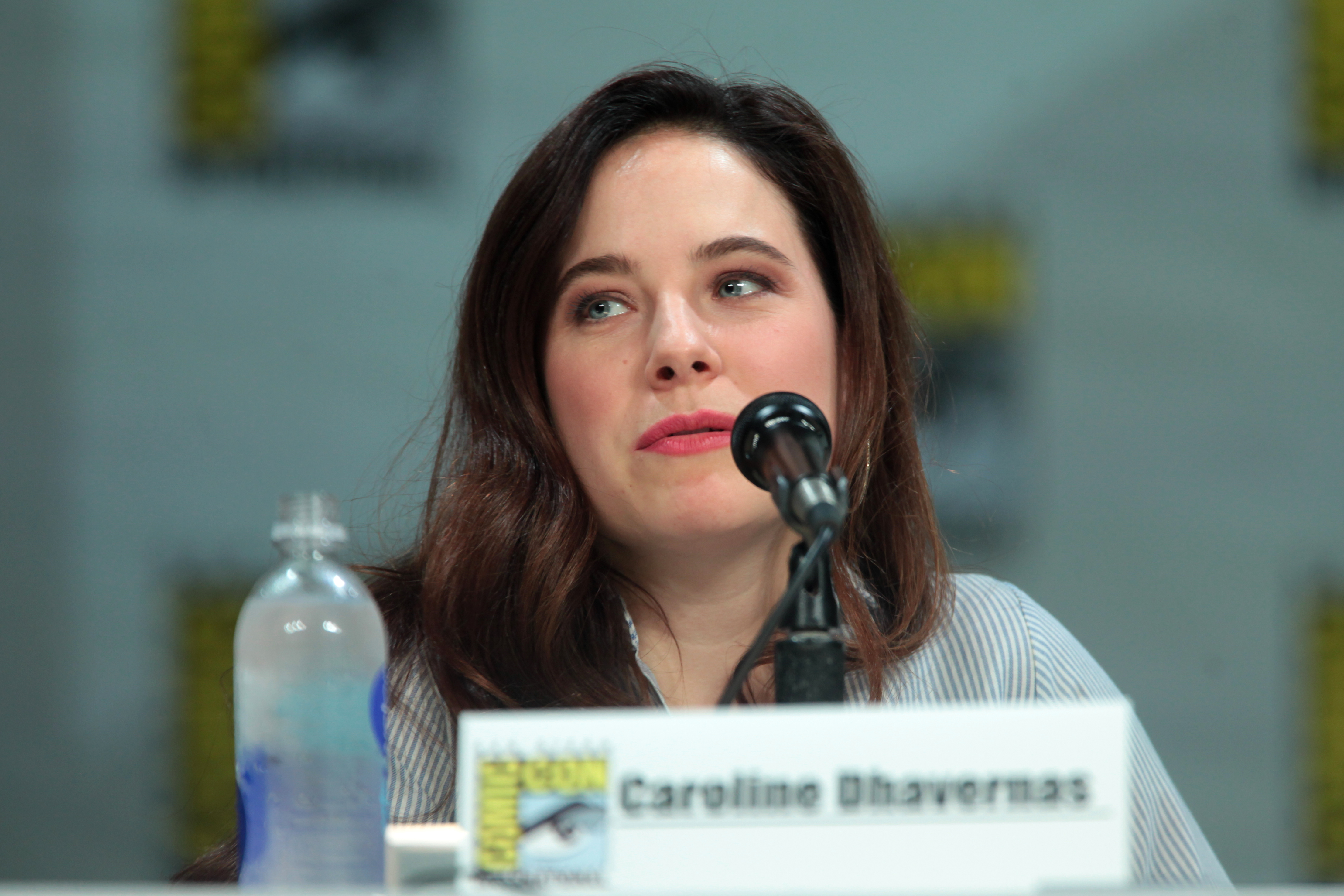
Caroline Dhavernas

Mary Kills People je kanadský televizní seriál, který má dvě série po šesti dílech. Seriál měl premiéru v televizi Global 25. ledna 2017. Hlavní roli ztvárnila Caroline Dhavernas.  
5. června 2017 bylo oznámeno, že bude natočena i druhá série. Premiéra byla naplánována na 3. ledna 2018.

## Děj
Mary Harrisová má dvojí život. Ve Všeobecné nemocnici Eden pracuje jako lékařka na pohotovosti a při tom se svým obchodním partnerem Desem poskytují asistovanou sebevraždu. Jejich životy se ale začnou komplikovat kvůli policejnímu vyšetřování.

## Obsazení
- Caroline Dhavernas jako Doktorka Mary Harrisová
- Jay Ryan jako Detektiv Ben Wesley, který vyšetřuje Mary v utajení krátce jako nevyléčitelně nemocný pacient Joel Collins
- Richard Short jako Desmond "Des" Bennett, obchodní partner Mary
- Lyriq Bent jako Detektiv Frank Gainese, který spolupracuje na případu s Benem
- Greg Bryková jako Grady Burgess, je Desův bývalý drogový dealer, který poskytuje Mary pentobarbital (sezóna1)
- Sebastien Roberts jako Kevin, exmanžel Mary
- Abigail Winter jako Jessica "Jess", dospívající dcera Mary
- Charlotte Sullivan jako Nicole Mitchell, sestra Mary
- Grace Lynn Kung jako Annie Chung, zdravotní sestra, která zajišťuje Mary a Desovi klienty
- Jess Salgueiro jako Larissa, Desova přítelkyně
- Katie Douglas jako Naomi, kamarádka Jess
- Alexandra Castillo jako Louise Malick, právnička, matka Naomi a Kevinova přítelkyně
- Joel Thomas Hynes jako Sidney "Sid" Thomas-Haye (sezóna 1)
- Lola Flanery jako Cambie,mladší dcera Mary
- Terra Hazelton jako Rhonda McCartney, zdravotní sestra
- Matt Gordon jako Doktor Dennis Taylor
- Rachelle Lefevre jako Olivia Bloom, Gradyho sestra (sezóna 2)